# Braunschweiger Straße 16 (Magdeburg)

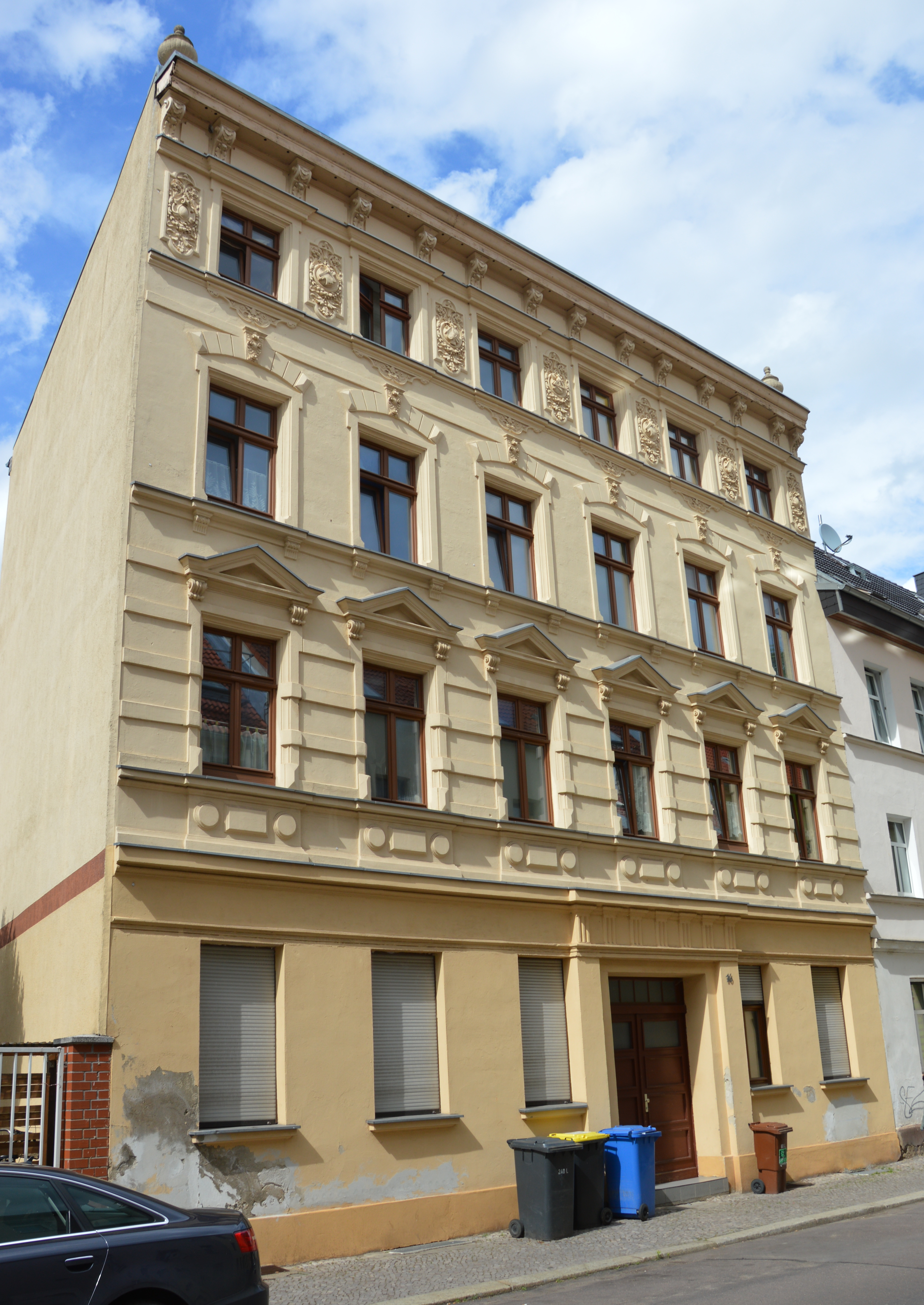
Braunschweiger Straße 16

Das Haus Braunschweiger Straße 16 ist ein denkmalgeschütztes Wohn- und Geschäftshaus in Magdeburg in Sachsen-Anhalt.

## Lage
Es befindet sich auf der Nordseite der Braunschweiger Straße im Magdeburger Stadtteil Sudenburg.

## Architektur und Geschichte
Das viergeschossige verputzte Gebäude entstand im letzten Viertel des 19. Jahrhunderts. Die Fassade ist im Stil des Neobarocks gegliedert. Bemerkenswert sind vor allem eine Bänderrustizierung sowie die in Form von Spiegeln gestalteten Medaillons zwischen den Fenstern an der Fassade des obersten Stockwerks.
Im Denkmalverzeichnis für Magdeburg ist das Wohn- und Geschäftshaus unter der Erfassungsnummer  094 81935 als Baudenkmal verzeichnet.
Das Gebäude gilt als prägend für das Straßenbild und wichtiges Dokument für die Errichtung von Wohn- und Geschäftshäusern in Sudenburg während der Bauzeit.